# Colletes brevicornis
Colletes brevicornis là một loài Hymenoptera trong họ Colletidae. Loài này được Robertson mô tả khoa học năm 1897.